# Caldo base de Moeller
Caldo base de Moeller é um meio de cultura de identificação que testa a capacidade dos microorganismos usarem certas enzimas, o que proporciona a identificação. É utilizado para determinar contaminações por bacilos gram negativos não fermentadores, entorobactérias e estafilococos. Sua coloração inicial é púrpura.

## Princípio
Descarboxilases são capazes de reagir com grupos carboxila  de aminoácidos de forma específica e assim formam aminas alcalinas, produzindo dióxido de carbono. Usa-se com frequência:
- Lisina que forma cadaverina.[1]
- Ornitina que forma putrescina.[1]
- Arginina que forma citrulina.[1][2]

| Composição do caldo de descarboxilase de Moeller | Composição do caldo de descarboxilase de Moeller |
| Base broth                                       | (g/liter)                                        |
| ------------------------------------------------ | ------------------------------------------------ |
| Peptone                                          | 5g                                               |
| Beef Extract                                     | 5g                                               |
| Glucose                                          | 0.5g                                             |
| Bromocresol Purple                               | 0.01g                                            |
| Cresol Red                                       | 0.005g                                           |
| Pyridoxal                                        | 0.005g                                           |
| Distilled water                                  | 1L                                               |

## Interpretação dos resultados
Na preparação deste meio é utilizado um tubo de controle sem o aminoácido e outro tubo com aminoácido.
Positivo
- Tubo de controle (sem aminoácido): amarelo e turvo[1]
- Tubo com aminoácido: púrpura e turvo[1]

Negativo
- Os dois tubos púrpura.[1]